# Nemours
Nemours je mesto v departmaju Seine-et-Marne.